# عصبونات رينشو
عصبونات رينشو هي نوع من أنواع العصبونات البينية التثبيطية الموجودة في المادة الرمادية للنخاع الشوكي، وترتبط هذه العصبونات مع عصبونات ألفا الحركية بطريقتين اثنتين.
- تتلقى عصبونات رينشو الإشارات الاستثارية من محاوير عصبونات ألفا عند خروجها من الجذر الحركي، ما يساهم في «إبقائها على اطلاع» بمدى قوة إطلاق هذه العصبونات.
- ترسل عصبونات رينشو إشارات تثبيطية على طول محاويرها إلى المشبك العصبي المرتبط مع جسم الخلية الخاص بعصبون ألفا الأولي و/أو العصبون الحركي ألفا من نفس المجموعة الحركية.

بهذه الطريقة، تمثل وظيفة عصبونات رينشو آلية ارتجاع سلبي. قد تتلقى خلية رينشو إشاراتها من واحد أو أكثر من العصبونات الحركية ألفا وقد تتشابك مع أكثر من عصبون حركي.

## وظيفتها
على الرغم من افتقار خلايا رينشو للمشابك الناشئة من الجذر الظهري أثناء التطور الجنيني، تظهر المرحلتان ما قبل الولادة وما بعد الولادة تطورًا فعليًا لمشابك ناشئة من الجذر الظهري، إذ تكون هذه المشابك وظيفية بالكامل وقادرة على تحفيز جهد الفعل. مع ذلك، تتراجع هذه المشابك خلال التطور مع بدء المحاوير الحركية المعتمدة على الأستيل كولين في التشابك مع خلايا رينشو والتكاثر معها، لتعتمد تنبيهاتها في النهاية على العصبونات الحركية بشكل أساسي.
تتعرض خلايا رينشو في النهاية للاستثارة بواسطة عدد من محاوير العصبونات الحركية المعاكسة للمسيرة، إذ تنشأ الغالبية العظمى من المحاوير العصبية من العصبونات الحركية التآزرية، وتتشابك خلية رينشو بدورها مع عدد من العصبونات، ما يؤدي إلى تنشيط «آي بّي إس بّي» في العصبونات الحركية ألفا، والعصبونات البينية التثبيطية «إيه 1» والعصبونات الحركية غاما. تُعرف الدارة الجانبية المعاكسة للمسيرة باسم «التثبيط المتواصل». لا يحدث هذا التثبيط المتماثل بشكل شامل وعام. على الرغم من تطبيق غالبية التجارب الأولية على القطط، ثبت أن عضلات القدم واليد الدانية لدى الإنسان خالية من التثبيط المتماثل. وُجد أيضًا أن التثبيط المغاير سائد في منطقة الساق مقارنة بالذراع، حيث تعمل العضلات المضادة بشكل متزامن. (يحدث تنشيط في خلايا رينشو بواسطة العصبونات الحركية غاما، ولكن بدرجة أقل). لا يقتصر تشابك خلايا رينشو على الأعصاب المتماثلة والمغايرة فحسب، بل تتشابك أيضًا مع العصبونات البينية «إل إيه»، التي تتنبه بواسطة العصبونات الواردة «إل إيه» من نفس المجموعة العضلية التي تنشطها العصبونات الحركية، ذات التأثير المثبط على مجموعة العضلات المضادة. يؤدي هذا «التيسير المتواصل» إلى تثبيط منخفض للتثبيط التبادلي الخاص بالعصبونات البينية «إل إيه» للمجموعة المضادة (باريت وآخرون، 2003)، الذي يمكن تثبيطه بالمقابل بواسطة الإشارات الواردة من السبيل القشري النخاعي. ثبت كل مما يلي:
- يحدث إخماد التثبيط المتواصل خلال التقلصات الإرادية القوية (من المفترض أن ذلك عائد إلى تثبيط خلايا رينشو بواسطة المدخلات النازلة).
- يحدث التثبيط الأكبر لخلايا رينشو في نفس المستوى أثناء التقلص الديناميكي مقارنة بالتقلص المستمر.
- تخضع خلايا رينشو لعملية التيسير خلال التقلصات الإرادية الضعيفة.
- تخضع خلايا رينشو لعملية التيسير خلال التنشيط المشترك للمضادات.

قد تخضع خلايا رينشو أيضّا للتثبيط بواسطة كل من ألياف الحس العميق الواردة للجذر الظهري، والمحاوير البطنية المعاكسة للمسيرة بالإضافة إلى التثبيط «النازل». ثبت أن فرط استقطاب خلايا رينشو بواسطة العصبونات النازلة والواردة ناجم عن تحرير الغليسين، لكن قد يلعب غابا أيضًا دورًا في فرط استقطاب خلية رينشو – لفترات مطولة مقارنة بالغليسين. ثبت أيضًا أن خلايا رينشو قادرة على تحرير الغليسين كناقل تثبيطي.
تعمل خلايا رينشو في جوهرها على تنظيم إطلاق العصبونات الحركية ألفا الخارجة من القرن البطني. من الناحية المفاهيمية، تزيل هذه الخلايا «الضجيج» من خلال إخماد تواتر الإطلاق الخاص بالعصبونات مفرطة الاستثارية عن طريق حلقة الارتجاع السلبي، ما يكبح إطلاق العصبونات الحركية ألفا ذات الاستثارة الضعيفة. تعمل أعصاب النخاع الشوكي النازلة بدورها على تنظيم خلايا رينشو.
يتناسب معدل تحرير خلايا رينشو إلى حد كبير مع معدل تحرير العصبون أو العصبونات الحركية المرتبطة، كما يتناسب معدل تحرير العصبون أو العصبونات الحركية عكسيًا إلى حد كبير مع معدل إطلاق خلية أو خلايا رينشو. تعمل خلايا رينشو بالتالي باعتبارها «محددات» أو «متحكمات» بنظام العصبونات الحركية ألفا، ما يساهم في منع التلف العضلي الناجم عن الكزاز.
تستخدم خلايا رينشو الناقل العصبي الغليسين كمادة تثبيطية قادرة على التشابك مع العصبونات الحركية ألفا.